# Eivind Skabo
Eivind Skabo (n. 17 august 1916, Comuna Bærum, Akershus, Norvegia – d. 18 aprilie 2006, Oslo, Norvegia) a fost un canoist ce a reprezentat Norvegia, medaliat olimpic. A participat la o ediție a Jocurilor Olimpice (1948) în care a câștigat o medalie de bronz.

## Participări
Lista de mai jos prezintă principalele competiții la care a participat Eivind Skabo de-a lungul carierei.
- canoeing at the 1948 Summer Olympics – men's K-1 10000 metres[*]